# 鈴木俊介
鈴木 俊介（すずき しゅんすけ、1968年9月15日 - ）は、日本のギタリスト、編曲家。栃木県宇都宮市出身。

## 概要
1968年生まれ、宇都宮市出身。
1986年「YOKOHAMA HIGH SCHOOL HOT WAVE FESTIVAL」にて全国準優勝、ベストギタリスト賞を受賞する。高校卒業後、ヤマハ音楽院に入学。セッション・ギタリストとして活動開始。HOT WAVE FESTIVAL出場時に知り合った桜井秀俊に誘われ、1992年『桜井秀俊&パイオニア・コンボ』に参加。1995年リットーミュージックよりCDデビューを果たす。1998年頃から編曲家としても活躍。多くのアーティストのライブサポートを務めライブアレンジも手掛ける。『モーニング娘。』を擁する『ハロー!プロジェクト』のアレンジを長年担当し続けていることで知られるが、アイドルポップ的なアプローチを取ることは少なく、ロック全般、ソウル、ファンク、ジャズあるいはそれらのミクスチャーを得意とする。自身がイニシアティブを取る活動においてはジャズ指向、ルーツ・ミュージック指向が強い。日本では数少ないペダルスティール奏者でもある。2018年、以前からライブサポートやサウンドプロデュースを手がけていた沖縄音楽のグループ『鳩間ファミリー』の唄者兼三線奏者である鳩間可奈子と結婚。同時に鳩間ファミリーの正式メンバーとなった。

## 参加バンド
- 桜井秀俊 & パイオニア・コンボ (1992年 - )
- 青木タイセイバンド (1996年 - )
- Tone Wheels (1998年 - ) ※河合代介のハモンドB-3を中心としたオルガン・ジャズ・トリオ。河合代介・つの犬(角田健)・鈴木俊介。
- The Suemith 〜 SUEMITSU & THE SUEMITH (2004年 - )
- Narucho-ice (2007年 - ) ※鳴瀬喜博バンド。カシオペアでの自作曲をリアレンジ。
- 鳩間ファミリー (2018年 - )

## セッション
- 河合代介＋佐野康夫デュオ feat. 鈴木俊介
- 高田靖子 鈴木俊介 with 武居優実 Trio

## ライブサポート
- ISEKI
- 五輪真弓
- 大島保克
- 大山百合香
- 織田裕二
- カサリンチュ[8]
- 加山雄三
- 河合代介
- 宜保和也
- キマグレン
- CHEMISTRY
- 小泉今日子
- 後藤真希 & メロン記念日
- 小柳ゆき
- SAKURA
- 桜井秀俊
- 嶋野百恵
- SILVA
- SUEMITSU & THE SUEMITH
- SPARKS GO GO
- seven oops[9]
- SOUL'd OUT
- ダイスケ[8]
- 高橋克典
- トミタ栞[8]
- 西村直樹
- 鳩間可奈子
- 平松八千代
- 古内東子
- まきちゃんぐ
- 森恵[10]
- 森山良子
- LISA
- Rake

## 楽曲提供
※同一インストゥルメンタルの流用曲は除外。黒尾俊介名義、鳩間俊介名義を含む。

### 作曲・作編曲
歌手・アーティスト
- Sugar Soul
  - Back for free, do the freak　（『on』1999年2月22日）※桜井秀俊との共作曲・共編曲
  - Garden -final mix- （『うず』2000年5月24日）※桜井秀俊との共作曲・共編曲
- YOU THE ROCK★
  - エクストリーム・X （「XTRM」2002年6月5日）※DJ Quietstormとの共作曲
- V-GIRLS
  - STEP LOUD→TWO
- 鳩間ファミリー
  - 赤瓦と空 〜inst.〜 （「家人衆（やーにんじゅー）の響き」2012年3月5日）
  - ヤギとたかし（「ヤギとたかし」2013年3月28日)
  - 旧暦三月三日 〜浜下り〜 inst. （「結い世い」 2018年9月）

ゲーム
- 「SPIKEOUT -ORIGINAL SOUNDTRACK-」（1998年10月21日）
  - （作曲・編曲：24曲）
- 「PLANET HARRIERS THE ORIGINAL SOUNDTRACK」（2001年4月21日）
  - （作曲・編曲：6曲 - 各曲2バージョン収録）

映画
- 'R'unch Time（1996年）
- 非女子図鑑 「死ねない女」（2009年）
  - （作曲・編曲：18曲）
- チェリーボーイズ （2018年）
  - （音楽）※石塚徹との共同制作

テレビドラマ
- 「SALARY MAN KINTARO 3 ORIGINAL SOUND TRACK 〜MAKE ME HOT!!」（2002年2月20日）
  - CHICKEN DANCE（作曲・演奏）
  - BAD SMELL（作曲・演奏）
  - SUNNY TRIBE（作曲・演奏）
- 増山超能力師事務所（2017年1月5日 - 3月23日）
  - （作曲）
- 男の操（2017年11月12日 - 2017年12月24日）
  - （作曲）
- 居酒屋ぼったくり（2018年4月14日 - ）
  - （劇中音楽担当）[11] ※石塚徹・川嶋可能との共同制作

テレビアニメ
- 「フタコイ オルタナティブ オリジナルサウンドトラック HAPPY DETECTIVE LIVES」 （2005年7月21日）※他に3曲編曲
  - Full of Happiness
  - Girl Pop
  - In The Sparkling Time
  - Jingle - CUBA
  - Indications
  - Charred Pancake
  - A Wark in NIKOxTAMA
  - Jingle - EG
  - Jingle - BB
  - Daisy Fitzgerald
  - Playing with the Records ※磯江俊道との共作曲、共編曲
  - Jingle - ROCA
- 「フタコイ オルタナティブ オリジナルサウンドトラックⅡ A STORY OF LOVE」 （2005年9月22日）
  - Jingle-FUSION
  - Chaotic Happening
  - Runway to Redo
  - Jingle-KTR
  - Slow Flow ※編曲：磯江俊道
  - Jingle-JAZZ
  - HARRY ※編曲：磯江俊道
  - Jingle-UK
  - Peaceful Dayz ※編曲：磯江俊道
  - Daisy Fitzgerald ※リアレンジ

WEBドラマ
- 火花 第7話（2015年）
  - Attack（「Netflixオリジナルドラマ「火花」サウンドトラック」2017年2月26日 配信のみ）
  - （曲名無し）作曲・演奏：3曲[12]

### 編曲

#### アップフロントグループ
※ハロー!プロジェクトはアップフロントグループに属するが別項として記述。
- EE JUMP
  - 春だよ!（「HELLO! 新しい私」2001年1月24日）
- イナズマオールスターズ
  - またね…のキセツ（「またね…のキセツ」2011年2月16日）
- 北神未海（CV 小川真奈） with MM学園 合唱部
  - 大好きになれっ!（「大好きになれっ!/こころ 君に届け」2009年10月21日）
- キャナァーリ倶楽部
  - KAPPORE エエジャナイカ（『②エエジャナイカ』2009年8月26日）
- 7HOUSE / セブンHOUSE
  - Cry in my mind  （「そんでもってKISS」1999年10月27日）
  - Hey! Break My Heart（「ONE BOX」 1999年12月1日）
  - 最後の言葉（同上）
  - 言わんこっちゃないだろう（同上）
  - First（同上）
  - 悩まない恋はない!（「悩まない恋はない!」2000年8月2日）
  - You are Lucky Star（同上）
- ソニン
  - 合コン後のファミレスにて（「合コン後のファミレスにて」2003年10月8日）
  - あすなろ銀河（「あすなろ銀河」2005年1月13日）
- たいやき たべたの なんで?
  - およげ!たいやきくん（「およげ!たいやきくん」2021年6月21日）
- 竹内朱莉
  - 愛だろ、やっぱ!（「愛だろ、やっぱ!/泣いてOVER」2024年12月25日）
- 谷村有美
  - 虹のふもとで（「虹のふもとで」1998年8月5日）
- チャオ ベッラ チンクエッティ
  - 二子玉川（「表参道/二子玉川/Never Never Give Up」2015年7月8日）
- つんく♂
  - Mr. Moonlight 〜愛のビッグバンド〜（『TAKE1』2004年2月18日）
  - ひとりぼっちのハブラシ（同上）
  - 見ておくれ! MY LOVERS（同上）
  - さよならの向う側（『山口百恵トリビュート Thank You For…』2004年5月19日）
  - Memory 青春の光（『タイプ2』2005年7月13日）
  - あなたに（同上）
  - Just the way you are（同上）
  - YOUR SONG ～青春宣誓～（同上）
  - シャイニン・オン君が哀しい（同上）
  - おふくろの子守唄（同上）
  - お・や・す・み（同上）
  - 月のあかり（『V3 ～青春カバー～』2006年6月28日）
  - 遠くで汽笛を聞きながら（同上）
  - MOONLIGHT BLUES （同上）
  - 情けない週末（同上）
  - まごころの道（同上）
  - セクシャルバイオレットNo.1（『筒美京平 トリビュート the popular music』2007年7月11日）
  - しょっぱいね（『もしも明日が 〜三木たかしトリビュート〜』2012年7月25日）
  - 地下鉄の涙（「しょっぱいね」2012年9月26日）
- つんく with 7HOUSE
  - LOVE 〜抱き合って〜 (Acoustic Version) （「LOVE 〜抱き合って〜」1999年4月28日）
- T-Pistonz+KMC
  - つながリーヨ（「つながリーヨ」2009年11月4日）
  - スゲーッマジで感謝! 〜スーパーファイア〜（同上）
  - 元気になリーヨ!（「GOODキター!/元気になリーヨ!」2010年7月14日）
  - みんなあつまリーヨ!（「天までとどけっ!/みんなあつまリーヨ!」2011年7月6日）
- 時東ぁみ
  - せんちめんたる じぇねれ〜しょん（「せんちめんたる じぇねれ〜しょん」2006年4月19日）
  - この涙があるから次の一歩となる（同上）
- 道重さゆみ
  - Bunny Party（「SAYUMINGLANDOLL〜サユミミライ〜」2023年2月15日）
  - ミラーボール・ホリック（同上）
- 宮原永海
  - あいつは太陽ボーイ!（「イナズマイレブン テレビアニメ 熱血サントラ!第2巻」2010年5月26日）
- 森高千里
  - 電話 (Album Version)（『Sava Sava』1998年9月9日）
  - 忘れかけてた夢（同上）

#### ハロー!プロジェクト
- 安倍なつみ
  - トウモロコシと空と風（『プッチベスト 〜黄青あか〜』2000年4月26日）
  - 恋した女の子どすえ（『一人ぼっち』2004年2月4日）
  - 空 LIFE GOES ON（「夢ならば」2005年4月20日）
- アンジュルム / スマイレージ
  - ちょこっとLOVE（「同じ時給で働く友達の美人ママ」2010年9月29日）
  - 女ばかりの日曜日（『悪ガキッ①』2010年12月8日）
  - パン屋さんのアルバイト（「ショートカット」2011年2月9日）
  - 大器晩成（「大器晩成/乙女の逆襲」2015年2月4日）※本作よりアンジュルムに改名
  - 友よ（『S/mileage / ANGERME SELECTION ALBUM「大器晩成」』通常盤 2015年11月25日）
  - 君だけじゃないさ…friends（2018アコースティックVer.）（「泣けないぜ…共感詐欺/Uraha=Lover/君だけじゃないさ...friends (2018アコースティックVer.)」2018年5月9日）
  - タデ食う虫もLike it! （「タデ食う虫もLike it!/46億年LOVE」2018年10月31日）
  - 46億年LOVE（同上）
  - もう一歩（『輪廻転生 〜ANGERME Past, Present & Future〜』2019年5月15日）
  - 人生、すなわちパンタ・レイ（同上）
  - 明晩、ギャラクシー劇場で（「私を創るのは私/全然起き上がれないSUNDAY」2019年11月20日）
  - 君だけじゃないさ…friends（アコースティックVer.）（「君だけじゃないさ…friends（アコースティックVer.）」2020年3月23日）
  - SHAKA SHAKA TO LOVE（「SHAKA SHAKA TO LOVE」2020年12月24日）
  - はっきりしようぜ（「はっきりしようぜ/泳げないMermaid/愛されルート A or B?」 2021年6月23日）
  - 愛すべきべき Human Life（「愛・魔性/ハデにやっちゃいな!/愛すべきべき Human Life」2022年5月11日）
  - 悔しいわ（「悔しいわ/Piece of Peace〜しあわせのパズル〜」2022年10月19日）
  - 光のうた（「アンドロイドは夢を見るか?/光のうた」2025年5月21日）
- OCHA NORMA
  - 恋のクラウチングスタート（「恋のクラウチングスタート/お祭りデビューだぜ!」2022年7月13日）
  - 素肌は熱帯夜（「運命 CHACHACHACHA〜N/ウチらの地元は地球じゃん!」2022年11月30日）
  - ラヴィ・ダヴィ（「CHAnnel #1」2024年1月10日）
  - ちはやぶる（「ちはやぶる/友達天体図」2024年9月11日）
  - 女の愛想は武器じゃない（「女の愛想は武器じゃない/学校では教えてくれないこと」 2025年8月27日）
- 音楽ガッタス
  - 青春のカスタード（『1st GOODSAL』2008年2月6日）
  - Come Together（「Come Together」2008年9月10日）
- カントリー・ガールズ
  - どーだっていいの（「どーだっていいの/涙のリクエスト」2016年9月28日）
  - 妄想リハーサル（『嗣永桃子アイドル15周年記念アルバム♡ありがとう おとももち♡』2017年6月28日）
- カントリー娘。に紺野と藤本（モーニング娘。）
  - シャイニング 愛しき貴方（「シャイニング 愛しき貴方」2004年8月4日）
- GAM
  - イチャイチャ♡Summer（『1st GAM 〜甘い誘惑〜』2007年5月23日）
- ℃-ute
  - FOREVER LOVE（「FOREVER LOVE」2008年11月26日）
  - セブンティーンズ VOW（同上）
  - Yes! all my family（『④憧れ My STAR』 2009年1月28日)
  - Danceでバコーン!（「Danceでバコーン!」2010年8月25日）
  - 都会の一人暮らし（「都会の一人暮らし/愛ってもっと斬新」2013年11月6日）
  - 嵐を起こすんだ Exciting Fight! （「ありがとう 〜無限のエール〜/嵐を起こすんだ Exciting Fight!」 2015年10月28日）
  - 男と女とForever（『℃maj9』2015年12月23日）
  - To Tomorrow（「To Tomorrow/ファイナルスコール/The Curtain Rises」2017年3月29日）
- 後藤真希
  - 手を握って歩きたい (Album Version)（『マッキングGOLD①』2003年2月5日）
  - BLUE ISLAND（「横浜蜃気楼」2004年7月7日）
  - スッピンと涙。（「スッピンと涙。」2005年7月6日）
  - 二十歳のプレミア（『後藤真希プレミアムベスト①』2005年12月14日）
  - 今にきっと…In My LIFE（「今にきっと…In My LIFE」2006年1月25日）
  - ALL OF US（「SOME BOYS! TOUCH」 2006年10月11日）
- こぶしファクトリー
  - 念には念 (「念には念/サバイバー」2015年3月25日) ※DVDシングル、会場限定盤
  - チョット愚直に!猪突猛進（「桜ナイトフィーバー/チョット愚直に!猪突猛進/押忍!こぶし魂」2016年2月17日）
  - GO TO THE TOP!!（『辛夷其ノ壱』2016年11月30日）
- Juice=Juice
  - 五月雨美女がさ乱れる（「五月雨美女がさ乱れる」2013年5月8日）※ブラスアレンジ
  - ロマンスの途中（「ロマンスの途中/私が言う前に抱きしめなきゃね (MEMORIAL EDIT)/五月雨美女がさ乱れる (MEMORIAL EDIT)」2013年9月11日）
  - 初めてを経験中（「イジワルしないで 抱きしめてよ/初めてを経験中」2013年12月4日）※ブラスアレンジ
  - 素直に甘えて（『Juice=Juice #2 -¡Una más!-』2018年8月1日）
  - 「ひとりで生きられそう」って それってねえ、褒めているの?（「「ひとりで生きられそう」って それってねぇ、褒めているの?/25歳永遠説」2019年6月5日）
  - 好きって言ってよ（「ポップミュージック/好きって言ってよ」2020年4月1日）
  - Familia（「プラスティック・ラブ/Familia/Future Smile」2021年12月22日）
  - プライド・ブライト（「プライド・ブライト/FUNKY FLUSHIN'」 2023年7月12日）
  - ロマンスの途中 (2023 10th Juice Ver.)（『Juicetory』2023年10月11日）
- ジュリン
  - ほたる祭りの日（「ほたる祭りの日」2013年9月4日）
- 太陽とシスコムーン / T&Cボンバー
  - 沈黙（『Taiyo & Ciscomoon 1』1999年10月27日）
  - かわいい男性 （「HEY! 真昼の蜃気楼」2000年7月19日）
  - またやっちゃった 〜渋谷でALLの日〜（『2nd STAGE』2000年9月27日）
- W（ダブルユー）
  - 18 〜My Happy Birthday Comes!〜（『2nd W』2005年3月2日）
  - 17才よさようなら (ARRIVEDERCI)（同上）
- タンポポ
  - わかってないじゃない（『TANPOPO 1』1999年3月31日）
  - 片想い（同上）
  - やるときゃやらなきゃ女の子（「BE HAPPY 恋のやじろべえ」2002年9月26日）
- 嗣永桃子
  - ももち!ずっとおとももち（『嗣永桃子アイドル15周年記念アルバム♡ありがとう おとももち♡』 2017年6月28日）
- つばきファクトリー
  - 春恋歌（「低温火傷/春恋歌/I Need You 〜夜空の観覧車〜」2018年2月21日）
  - 表面張力 ～Surface Tension～（『first bloom』2018年11月14日）
  - ナインティーンの蜃気楼 ('19 Summer Ver.)（「ナインティーンの蜃気楼 ('19 Summer Ver.)」2019年8月24日）
  - ナインティーンの蜃気楼（「意識高い乙女のジレンマ/抱きしめられてみたい」2020年1月15日）
  - 愛は今、愛を求めてる（『2nd STEP』2021年5月26日）
  - スキップ・スキップ・スキップ（『間違いじゃない 泣いたりしない/スキップ・スキップ・スキップ/君と僕の絆 feat.KIKI』2023年2月22日）
- 中澤裕子
  - DO MY BEST（「DO MY BEST」2004年5月26日）
  - ふるさと（中澤Version）（『第二章 ～強がり～』2004年7月22日）
- ハロー!プロジェクト
  - 秋桜（『チャンプル① 〜ハッピーマリッジソングカバー集〜』2009年7月15日）
- ハロプロ研修生
  - Say! Hello!（『① Let's say “Hello!”』2015年2月18日）
  - 43度（『Rainbow×2』2018年5月6日）
- ハロプロ研修生 feat. Juice=Juice
  - 天まで登れ!（「天まで登れ!」2013年6月12日）※ブラスアレンジ
- 美勇伝
  - 銀杏 〜秋の空と私の心〜（「恋のヌケガラ」2004年9月23日）
  - 内心キャーキャーだわ!（「クレナイの季節」2005年10月5日）
  - まごころの道（『スイートルームナンバー1』2005年10月26日）
- BEYOOOOONDS
  - 伸びしろ ～Beyond the World～（『BEYOOOOOND1St』2019年11月27日）
  - フックの法則（「灰toダイヤモンド/Go City Go/フックの法則」2024年5月29日）
- 藤本美貴
  - Let's Do 大発見!（「会えない長い日曜日」2002年3月13日）
  - 涙GIRL（『MIKI①』2003年2月26日）
- 平家みちよ
  - 都会の夜（「愛の力」2000年8月9日）
- Berryz工房
  - 恋はひっぱりだこ!（『1st 超ベリーズ』 2004年7月7日）
  - 友情 純情 oh 青春（「ハピネス ～幸福歓迎!～」2004年8月25日）
  - Berryz工房行進曲（『第②成長記』2006年8月2日）
  - 笑っちゃおうよ BOYFRIEND（「笑っちゃおうよ BOYFRIEND」2006年8月2日）
  - VERY BEAUTY（「VERY BEAUTY」2007年3月7日）
  - ガキ大将（同上）
  - スプリンター!（『4th 愛のなんちゃら指数』2007年8月1日）
  - 桜→入学式（同上）
  - HAPPY! Stand Up（『5 (FIVE)』2008年9月10日）
  - この指とまれ!（同上）
  - シャイニング パワー（「シャイニング パワー」 2010年11月10日）
  - 大人にはなりたくない 早く大人になりたい（「ああ、夜が明ける」2011年8月10日）
  - ゴールデン チャイナタウン（「ゴールデン チャイナタウン/サヨナラ ウソつきの私」2013年6月19日）
  - ROCKエロティック（「もっとずっと一緒に居たかった/ROCKエロティック」2013年10月2日）
  - ロマンスを語って（「ロマンスを語って/永久の歌」 2014年11月12日）
  - 永久の歌（同上）
- 松浦亜弥
  - ○○-女子校生の主張-（「LOVE涙色」2001年9月5日）
  - そう言えば（『ファーストKISS』2002年1月1日）
  - From That Sky 〜替え玉は硬メンで〜（『T・W・O』2003年1月29日）
  - 女の友情問題（「ね〜え?」2003年3月12日）
  - 私の予定（「GOOD BYE 夏男」2003年6月4日）
  - THE LAST NIGHT（「THE LAST NIGHT」2003年9月26日）
  - オリジナル人生（『×3』2004年1月1日）
  - YOUR SONG 〜青春宣誓〜 (『YOUR SONG〜青春宣誓〜』 2004年7月14日)
  - 夢（「ずっと 好きでいいですか」2005年2月23日）
  - 可能性の道 (2005 Version)（『松浦亜弥ベスト1』2005年3月24日）
  - オシャレ!（『Naked Songs』2006年11月29日）※リアレンジ
  - I know（同上）※リアレンジ
  - 初めて唇を重ねた夜（同上）※リアレンジ
  - LOVE涙色（同上）※リアレンジ
  - ドッキドキ! LOVEメール（同上）※リアレンジ
  - トロピカ〜ル恋して〜る（同上）※リアレンジ
  - Don't Know Why（同上）※リアレンジ
  - 砂を噛むように…NAMIDA（同上）※リアレンジ
  - 100回のKISS（『Naked Songs』DVD 2006年11月29日）※リアレンジ
  - Yeah! めっちゃホリディ（同上）※リアレンジ
  - ♡桃色片想い♡（同上）※リアレンジ
  - ハピネス（同上）※リアレンジ
  - Subject:さようなら （『松浦亜弥 10TH ANNIVERSARY BEST』2011年12月21日) [13]
- 真野恵里菜
  - 花言葉（「お願いだから…」2010年5月12日）
  - Tomorrow（「MORE FRIENDS」2010年11月24日）
  - My Days for You（「My Days for You」2011年6月29日）
  - NEXT MY SELF（「NEXT MY SELF」2012年12月12日）
  - 大切なキセキ (「THE NEXT GENERATION パトレイバー オリジナル・サウンドトラック 2」2014年10月15日）[13]
- ミニモニ。
  - ビタミン不足解消交響曲（『ミニモニ。ソング大百科1巻』2002年6月26日）
- メロン記念日
  - ふわふわふー（「告白記念日」2000年6月28日）
  - 香水（「香水」2002年10月23日）
  - 恋愛レストラン（同上）
  - 遠慮はなしよ!（「赤いフリージア」2003年1月29日）
  - メロン記念日のテーマ (OP)（『1st Anniversary』2003年3月12日）
  - ANNIVERSARY （同上）
  - メロン記念日のテーマ (ED)（同上）
  - シャンパンの恋（「シャンパンの恋」2004年10月27日）
  - レモンタルト（『THE 二枚目』2004年12月1日）
- モーニング娘。
  - ワガママ（『ファーストタイム』1998年7月8日）
  - 好きで×5（『セカンドモーニング』1999年7月28日）
  - ダディドゥデドダディ!（同上）
  - 21世紀（「LOVEマシーン」1999年9月9日）
  - おもいで（『3rd -LOVEパラダイス-』2000年3月29日）
  - WHY（同上）
  - インスピレーション!（「恋愛レボリューション21」2000年12月13日）
  - でっかい宇宙に愛がある（「ザ☆ピ〜ス!」2001年7月25日）
  - Mr. Moonlight 〜愛のビッグバンド〜（「Mr. Moonlight ～愛のビッグバンド～」2001年10月31日）
  - モーニングコーヒー (2002version)（「そうだ! We're ALIVE」2002年2月20日）
  - Mr. Moonlight 〜愛のビッグバンド〜 (Long Version)（『4th「いきまっしょい!」』2002年3月27日）
  - 男友達（同上）
  - でっかい宇宙に愛がある (Album Version)（同上）
  - 宝石箱（「モーニング娘。のひょっこりひょうたん島」2003年2月19日）
  - 強気で行こうぜ!（『No.5』2003年3月26日）
  - 涙にはしたくない（「シャボン玉」2003年7月30日）
  - 出来る女（「愛あらばIT'S ALL RIGHT」 2004年1月21日）
  - 浪漫 〜MY DEAR BOY〜（「浪漫 〜MY DEAR BOY〜」2004年5月12日）
  - 涙が止まらない放課後（「涙が止まらない放課後」 2004年11月3日）
  - 直感 〜時として恋は〜（『愛の第6感』2004年12月8日）
  - ラヴ&ピィ〜ス! HEROがやって来たっ。（「THE マンパワー!!!」2005年1月19日）
  - 直感2 〜逃した魚は大きいぞ!〜（「直感2 〜逃した魚は大きいぞ!〜」2005年11月9日）
  - さよなら SEE YOU AGAIN アディオス BYE BYE チャッチャ!（『レインボー7』2006年2月15日）
  - わたしがついてる。（「Ambitious! 野心的でいいじゃん」2006年6月21日）
  - 宝の箱（『SEXY 8 BEAT』2007年3月21日）
  - ボン キュッ! ボン キュッ! BOMB GIRL（「みかん」2007年11月21日）
  - Loving you forever（『⑩ MY ME』2010年12月1日）
  - ブラボー!（『Fantasy! 拾壱 2010年12月1日）
  - 1から10まで愛してほしい（同上）
  - My Way 〜女子校花道〜（『12, スマート』2011年10月12日）
  - The 摩天楼ショー（「One・Two・Three/The 摩天楼ショー」2012年7月4日）
  - 笑って! YOU （『⑬カラフルキャラクター』2012年9月12日）
  - 見返り美人（「TIKI BUN/シャバダバ ドゥ〜/見返り美人」2014年10月15日）※モーニング娘。'14名義
  - 夕暮れは雨上がり（「青春小僧が泣いている/夕暮れは雨上がり/イマココカラ」2015年4月15日）※モーニング娘。'15名義
  - スカッとMy Heart（「Oh my wish!/スカッとMy Heart/今すぐ飛び込む勇気」2015年8月19日）※モーニング娘。'15名義
  - 泡沫サタデーナイト!（「泡沫サタデーナイト!/The Vision/Tokyoという片隅」2016年5月11日）※モーニング娘。'16名義
  - 愛の種 (20th Anniversary Ver.)[14]（『⑮ Thank you, too』2017年12月6日）※モーニング娘。20th名義
  - もう 我慢できないわ 〜Love ice cream〜 （同上）※モーニング娘。'17名義
  - モーニングコーヒー (20th Anniversary Ver.)（『二十歳のモーニング娘。』2018年2月7日）※モーニング娘。20th名義
  - 人間関係No way way （「KOKORO&KARADA/LOVEペディア/人間関係No way way」2020年1月22日）※モーニング娘。'20名義
  - Hey! Unfair Baby（「16th〜That's J-POP〜」2021年3月31日）※モーニング娘。'21名義
  - 大・人生 Never Been Better!（「Chu Chu Chu 僕らの未来/大・人生 Never Been Better!」2022年6月8日）※モーニング娘。'22名義
  - 幸せ指数 発表されたい（「Professionals-17th」2024年11月27日）※モーニング娘。'24名義
- モーニング娘。おとめ組
  - 愛の園 〜Touch My Heart!〜（「愛の園 〜Touch My Heart!〜」2003年9月18日）
  - 友情 〜心のブスにはならねぇ!〜（「友情 〜心のブスにはならねぇ!〜」2004年2月25日）
- ロージークロニクル
  - ウブとズル（「へいらっしゃい!〜ニッポンで会いましょう〜/ウブとズル」2025年3月19日）
  - 未来ハジマリ（同上）
  - 夏のイナズマ（「夏のイナズマ/ガオガオガオ」2025年7月23日）

#### その他の歌手・アーティスト
- 小橋賢児
  - once again（「once again」1998年2月25日）
  - 大空を見上げて（同上）
- 川村結花
  - もううそがつけなかった（「ヒマワリ」1998年5月21日）※川村結花との共編曲
- 織田裕二
  - イトシイベイベー（「Shake!!」1998年6月7日）
  - a day（同上）
  - Love Somebody (acoustic version)（「Love Somebody (CINEMA version)」1998年10月28日）
  - SOMETHING TO SAY (acoustic version) （「SOMETHING TO SAY」1999年3月17日）
  - 天国の道（「ありがとう」2007年9月26日）
- 山上ジュン
  - 負け犬（「負け犬」1998年7月1日）※桜井秀俊、村山達哉との共編曲
  - 遠飛行の地（同上）
  - 愛の真骨頂（「愛の真骨頂」1998年10月1日）
  - おはよう（同上）
  - トオリアメ（「トオリアメ」1999年5月21日）※村山達哉との共編曲
  - 夢のモスタナイト（「メロドラマ」1999年7月1日）
  - 瞳を閉じて（同上）
- 國府田マリ子・南かおり
  - PUFF (THE MAGIC DRAGON) （「國府田マリ子・南かおりのSha∗La∗La 〜ふたり〜」1998年8月21日）
- 広末涼子
  - 2 Seat （「private」1999年2月17日) ※桜井秀俊との共編曲
- 深田恭子
  - 海の彼方 空の果て（「最後の果実」 1999年5月19日）
  - あなたが知っている私が本当の私とは限らない（同上）
  - あなたが知っている私が 本当の私とは限らない (2000 Mix)（「moon」2000年3月15日）
- 袴田吉彦
  - 本トの気持ち（「本トの気持ち」1999年5月12日)
- 内藤剛志
  - 夢の続き（「夢の続き」1999年5月26日）
- 浜田雅功
  - 幸せであれ（「幸せであれ」1999年6月16日）
  - いい（「ラスベガス・ファーストクラスの旅」1999年8月18日）
- 内藤剛志・袴田吉彦・浜田雅功
  - 終わらない旅（「ラスベガス・ファーストクラスの旅」1999年8月18日）
  - Flower（同上）
- TOKIO
  - 愛はヌード（「みんなでワーッハッハ!/愛はヌード」2000年5月31日）
  - OH! IT'S TRUE LOVE（「恋に気づいた夜」2000年9月13日）
- SILVA
  - 心と体（「心と体」2000年6月14日）
  - For lovers （同上）
  - SOUL FOOD（「Coming out」2000年7月19日）
  - LOVE（同上）
  - 赤いバラ（同上）
  - ハッピーエンド（同上）
  - 情（「愛のトリマー」2002年11月7日）
  - DURA （同上）
- 高田純次
  - サラリーマンのうた（「サラリーマンのうた」2000年10月21日）
- beret
  - 楽園の月（「passage」2001年2月19日）※奥原貢との共編曲
- 小泉今日子
  - 走る卒業（「KYO→2 〜Anniversary Song〜」2001年2月21日）
- 椎名法子
  - P.S. GOOD-BYE（「P.S. GOOD-BYE」 2001年2月21日）
  - 好きな人は君だけだよ（同上）
- 五島良子
  - 夏の日の想い出（「Now and Forever #1」2001年5月23日）
  - 見上げてごらん夜の星を（同上）
- 桜庭裕一郎
  - ひとりぼっちのハブラシ（「メッセージ/ひとりぼっちのハブラシ」2001年5月30日）
  - お前やないと あかんねん（「お前やないと あかんねん」2003年4月30日）
- 松下萌子
  - A Place In The Sun（「夏色」2001年6月13日）
- 山田ひとみ
  - 呑んだくれ（「呑んだくれ」2001年10月25日）
- COLOR
  - Stay with me（「Love Execute」2001年11月7日）
- 樋井明日香
  - たったひとりの君（「たったひとりの君」2004年4月14日）
- 平松八千代
  - You are like the sunshine（「TRAVELLING SOUL」2004年10月27日）
  - Journey（同上）
- 大山百合香
  - あなたに（「海の青 空の青」2005年4月27日）
  - 真夜中のギター（「ブーゲンビレア」2005年8月10日）
  - 小さな恋のうた（「星の歴史 feat. U-DOU & PLATY」2006年4月12日）
  - さよなら（「さよなら」2006年8月23日）
  - 小さな恋のうた (06/05/24 Live Version＠BJW, Tokyo)（同上）
  - 春色（「春色」2007年3月7日）
  - サクラサク（同上）
  - 木枯しに抱かれて（「6 tear drops」2007年12月5日）
  - 夢×夢（同上）
  - ミッション（同上）
  - 花（「『COVERS FOR LOVERS』 〜Yurika Sings J Love Songs〜」2008年4月23日）
  - Sign（同上）
  - スターゲイザー（同上）
  - 壊れかけのRadio（同上）
  - 永遠に（同上）
  - 風になりたい（同上）
  - 遠く遠く（同上）
  - 桜坂（同上）
  - ここにしか咲かない花（同上）
  - PIECES OF A DREAM （同上）
  - 想い出がいっぱい（同上）
  - 瞳をとじて（同上）
  - 歌うたいのバラッド（同上）
  - 永良部の子守唄 〜Short Version〜（「海の青 〜Singles And More〜」2009年3月18日）
  - 永良部の子守唄 〜Instrumental〜（同上）
- 奥井雅美
  - Red（「God Speed」2006年2月24日）
- 松原静香とかかし
  - 徒螺津駆尊愚 〜トラックソング〜（「徒螺津駆尊愚 〜トラックソング〜」2006年11月22日）
- かかし
  - 新車でGO!（「バーンパーク」2007年3月7日）
  - トーク上手（同上）
  - 赤と青のサンバ（同上）
  - 私は風なの（同上）
  - ジャンピング・ロックンロール・ミュージック・フラッシュ!!（同上）
  - 40になったら（同上）
  - 24時間パート2（同上）
  - 甲州街道（同上）
  - 山田うどんの歌（同上）
  - 赤いイナズマ（「かかしベストアルバム〜タイトル『未定』〜」2014年2月12日）
- 水木一郎
  - グランプリの鷹 〜グランド・アニキ・スタイル Jazz version〜（「WAY 〜グランド・アニキ・スタイル〜」2008年7月16日）
  - ローラーヒーロー・ムテキング〜グランド・アニキ・スタイル Jazz version〜（同上）
  - 原始少年リュウが行く 〜グランド・アニキ・スタイル Jazz version〜（同上）
- リュ・シウォン
  - 愛の苑（「麗 〜ULALA〜」2010年4月7日）
- 7!! (seven oops)
  - フォーリン・ラブ（「フォーリン・ラブ」2011年4月13日）※7!!との共編曲
  - 初恋の坂道（同上）※7!!との共編曲
  - プリミティヴ・パワー（「ラヴァーズ」2011年6月29日）
  - バイバイ（「バイバイ」2011年11月2日）※7!!、平田博信との共編曲
  - 愛の言葉 (同上）※7!!との共編曲
  - 眠れない夜に（「ドキドキ」2013年3月6日）※7!!との共編曲
  - フォーリン・ラブ（同上）※7!!との共編曲
  - 君と私のバラード（同上）※7!!との共編曲
  - スノーマン（同上）※7!!との共編曲
  - スノーマン (Acoustic Ver.)（「START LINE」2014年8月13日）
  - 弱虫さん（うちなーVer.） feat. 宜保和也（同上）
  - オレンジ (Acoustic Ver.)（「オレンジ」初回限定盤 2015年2月11日）
  - スタートライン (Acoustic Ver.)（同上）
  - きみがいるなら (Acoustic Ver.)（「きみがいるなら」2016年11月23日）
  - 大きくなる愛（「セツナエモーション」2017年2月8日）
  - 花びら（「セツナエモーション」2017年2月8日）
  - 東京（「songs for...」2018年11月7日）
  - 使い捨てのラブソング（同上）
  - 記憶（同上）
  - Ride on!（同上）
  - モノポリー（同上）
  - いつのまにか（同上）
  - 恋する惑星（同上）
  - 夏のロマンティカ（同上）
  - 青春Days （同上）
  - fun!（同上）
  - この島で（同上）
- 桐谷美玲
  - 乱反射（「Sweet & Bitter」2011年11月2日）※村山達哉との共編曲
  - 新しいわたし（DVD『乱反射/スノーフレーク』2012年4月18日）
- 鳩間ファミリー
  - はいさいハイサイおばさん!（「家人衆（やーにんじゅー）の響き」2012年3月5日）
  - 与那国島エレジー（同上）
  - 帰る場所（同上）
  - えんどうの花（同上）
  - 月ぬかいしゃ 〜あだなし5周年ver.〜（同上）※鳩間可奈子との共編曲
  - サンマーレー 〜ミリク節（同上）
  - CA・BU・KA!!（「ヤギとたかし」2013年3月28日）
  - 島道（「島道」2013年3月28日）
  - 帰る場所（同上）
  - 南国の四季（「結い世い」2018年9月）
  - 島の人よ（同上）
  - てぃんさぐぬ花（同上）
  - 情きぬ島唄Ⅱ（同上）
  - 美わしの琉球（同上）
  - 来夏世（同上）
  - 八重山育ち 〜ReMix〜（同上）
- キマグレン
  - トコシエ2012（「ON THE BEACH 〜きまぐれBEST〜」2012年7月11日）
- 鳩間ひろゆき
  - 情きぬ島唄（「情きぬ島唄」 2014年11月27日）
  - 美田良浜（同上）
- 野口五郎
  - Rainy 〜会えない週末（「再会タイムマシン/Rainy 〜会えない週末」2015年7月29日）
- バクステ外神田一丁目Food＆Culture
  - ピュアピュア（「ピュアピュア」2016年7月20日）
- バクステ外神田一丁目 (Food＆Culture/Recreation/Newspaper/Healthcare) ※4ユニット共通
  - 夢見る少女がここにいる!（「ピュアピュア」「わたくしのスタイル」「今夜叶えてMy Darlin'」「紙飛行機YEAH!」2016年7月20日）
- バクステ外神田一丁目
  - 旅立ちへの涙（「わたし道」2016年10月26日）
- ISEKI
  - DOWN TOWN（「AOR FLAVA -mellow green-」2017年6月28日）
  - しらけちまうぜ（同上）
  - ドラマティック・レイン（同上）
  - シングルベッド（同上）
  - 接吻（同上）
  - 十人十色（同上）
  - メロディー（同上）
  - HOLD YOU feat. 中田裕二（同上）
  - RIDE ON TIME（「AOR FLAVA -sweet blue-」2017年8月30日）
  - 君は天然色（同上）
  - ふたりの夏物語（同上）
  - カルアミルク（同上）
  - モンロー・ウォーク（同上）
  - 中央フリーウェイ（同上）
  - No End Summer（同上）
  - バブル・サマー feat. ジャンク フジヤマ（同上）
  - ルビーの指環（「AOR FLAVA -silky red-」 2017年10月25日）
  - セクシャルバイオレットNo.1（同上）
  - 東京ららばい（同上）
  - 月の裏で会いましょう（同上）
  - じれったい（同上）
  - 飾りじゃないのよ涙は（同上）
  - SEPTEMBER（同上）
  - 街 feat. 矢島舞美
- 宇都宮隆
  - 未来へ（「mile stone」2018年2月28日）
- 菅田将暉
  - 浅草キッド（「PLAY」2018年3月21日）※編曲：鈴木俊介、弦編曲：石塚徹・鈴木俊介
- KINDAI GIRLS
  - Free Your Imagination!（「Free Your Imagination!」2018年4月1日）
- 歌う海賊団ッ!
  - ゲンキのジュモン（2018年）
  - mama
  - ハピネスを届けよう（日本栄養給食協会　社歌）
  - ヒーロー！
  - 星フル丘
- CUBERS
  - メジャーボーイ（2019年）
- 竹内まりや
  - 憧れ（「Turntable」2019年9月4日）※編曲：鈴木俊介、オリジナル編曲：萩田光雄
  - 夏のイントロ（同上）
  - Subject:さようなら（「Precious Days」2024年10月23日）
- Task have Fun
  - あしたに向かうダイアリー（2020年10月29日）

#### テレビ
- ガレージ（テレビ東京 1999年4月2日 - 2000年3月31日）
  - 朝まで待てない
  - 君に会いたい
- 探偵家族（2002年7月13日 - 2002年9月14日）
  - Endless (guitar ver.)
  - SAMURAI
- Room Of King（2008年10月4日 - 2008年11月29日）
  - 愛 NEED (A.G. ver.) ※ギターアレンジ
- いないいないばあっ! 20周年スペシャル（2016年1月2日）
  - ずーっといっしょ
- 男の操（2017年11月12日 - 2017年12月24日）
  - 男の操（紅白版）※板垣祐介、織田幹也との共編曲
  - 夢への道

#### アニメーション
- 「フタコイ オルタナティブ オリジナルサウンドトラック HAPPY DETECTIVE LIVES」（2005年7月21日）
  - Premium Croquette
  - Bathe in The Sun
  - Precious Time
- 「BLEACH THE BEST INSTRUMENTAL/JAM SET GROOVE」

（2007年12月19日）
- - HANABI
  - *〜アスタリスク〜
  - Life is Like a Boat
  - TONIGHT,TONIGHT,TONIGHT
  - ほうき星
  - happy people
  - 一輪の花
  - サンキュー!!
- 「クラシカロイド MUSIK Collection Vol.2」（2017年2月22日）
  - How to Win! 〜トッカータとフーガより〜
- 「クラシカロイド MUSIK Collection Vol.3」（2017年4月26日）
  - Funk稲妻っ! 〜無伴奏チェロ組曲より〜
  - すべては愛から 〜ブランデンブルク協奏曲より〜
- 「クラシカロイド MUSIK Collection Vol.6」（2018年4月11日）
  - But I still love you forever 〜マタイ受難曲より〜
  - 愛だけがすべてじゃない!

#### 映画
- 「東京★ざんすっ オリジナル･サウンドトラック」（2001年1月24日）東映 2001年公開
  - 見ておくれ! MY LOVERS ※歌：陣内孝則

#### ミュージカル
- 「モーニング娘。のミュージカル『モーニング・タウン』オリジナル・キャスト盤」（2002年7月17日）
  - Cake is No.1
  - 夢に向かって
  - なんてったって社長令嬢
- DVD『ミュージカル リアルオーディション!!』（2004年5月12日）
  - （全編曲）
- DVD『ミュージカル HELP!! 熱っちぃ地球を冷ますんだっ。』（2004年8月25日）
  - （小西貴雄・高橋諭一・ダンス☆マン・湯浅公一との連名クレジット）

#### その他
- 東大阪市 イメージソング
  - 東大阪めっちゃ元気な「まち」やねん（2005年11月13日）[15]
- 東大阪市立布施中学校 校歌
  - 我が希望たち 〜布施中学校 校歌〜（2016年2月22日）
- 日本栄養給食協会 創立30周年記念社歌
  - ハピネスを届けよう（2018年）[16]

## 楽曲参加
- 肘井宏輔「フェリーボートと少年」（アルバム 1997年12月5日）
- 古内東子「魔法の手」
- CRUE-L GRAND ORCHESTRA「Candidate For Love」（1998年4月25日）
- SAKURA「Paradise Calling」（1999年6月9日）
- カントリー娘。「雪景色」
- カントリー娘。に紺野と藤本「浮気なハニーパイ」
- シェキドル「心のフェロモン」
- W(ダブルユー)「恋のバカンス」
- 7人祭「サマーれげぇ!レインボー」
- BEYOOOOONDS「灰toダイヤモンド」
- 藤本美貴「ブギートレイン'03」
- プッチモニ「青春時代1.2.3!」
- Berryz工房「スッペシャル ジェネレ〜ション」
- メロン記念日「This is 運命」
- モーニング娘。「NIGHT OF TOKYO CITY」「パパに似ている彼」「シングルメドレー 〜ハワイアン〜」「恋は発想 Do The Hustle!」「ジェラシー ジェラシー」
- 福田花音・北原沙弥香・ストューカス・ロビン・翔子・橋田三令「空がある」（2006年5月6日）
- 松井雄飛「エクボ」
- hiro「Naked and True」
- 嶋野百恵 a.k.a. MOET「Roots」
- SOUL'd OUT「COZMIC TRAVEL」「GASOLINE」
- LUV AND RESPONSE「Supremacy」
- 映画『ROCKERS』オリジナル・サウンド・トラック（アルバム 2003年9月3日）
- bebe「bebe」（アルバム 2003年4月23日）
- bebe「東京の休日」（アルバム 2004年3月24日）
- bebe「スイート・ヴォックス」（アルバム 2005年11月23日）
- エレファントラブ「でもこの世界が好き 〜I LIKE IT」
- 牧野由依「天球の音楽」
- ドラマ『ブスの瞳に恋してる オリジナル・サウンドトラック』
- 真心ブラザーズ「I will Survive」「GOOD TIMES」
- 馬場俊英「人生という名の列車」「青春映画が好きだった」
- 植村花菜「いつも笑っていられるように」
- まきちゃんぐ「ワタシノウタ」
- 牧野由依「天球の音楽」「ホログラフィー」
- 桜井秀俊「INTERIOR」
- SOUL LOVERS「Soul Stew」
- 鈴木亜美「Alright!」
- 寺岡呼人 & Golden Circle of Friends「COSMOS」
- nangi「walkの約束」
- 伊藤賢治「『この青空に約束を 〜ようこそつぐみ寮へ〜』Piano Stories」
- 加治工敦「Saza波」（アルバム 2009年5月7日）
- 小西康陽「When You Wish Upon A Star」（2003年2月5日）
- 水森亜土「月影のナポリ」（2004年1月28日）
- ピチカート・ファイヴ「恋のルール・新しいルール remixed by SUEMITSU & THE SUEMITH」（2007年12月26日）
- 中川翔子「ストロベリmelody」
- 坂本真綾「You can't catch me」（2011年1月12日）
- 竹達彩奈「♪の国のアリス」「Yes-No」
- 伊藤美裕「あなたの花になりたい」（2013年2月27日）
- 井手綾香「消えてなくなれ、夕暮れ」（2013年7月17日）
- 森恵「限りあるもの」（2014年2月19日）
- 大山百合香「永良部の子守唄 〜Where is Your Mammy?〜」（2006年10月18日）
- 小松秀行「Lotus Blossom Dream」「Chillin' Out」（2015年4月8日）
- 五輪真弓「五輪真弓ライブ 〜心の友〜 AFTER DECADES」（アルバム 2016年10月19日）
- 森恵「1985」（アルバム 2018年4月25日）
- 鳩間ファミリー「八重山観光音頭」（アルバム「結い世い」 2018年9月）
- 真夜中ドラマ「江戸前の旬」（BSテレビ東京 2018年10月）

この他にもSUEMITSU & THE SUEMITHのメンバーとして末光篤プロデュース作品に多数参加している。

## プロデュース
- 「SPIKEOUT -ORIGINAL SOUNDTRACK-」（1998年10月21日）Sound Produced by Shunsuke Suzuki [shunraisha]
- 大山百合香「KIND OF BLUE」（2006年10月18日）Produced by 鈴木俊介 ※13曲中4曲
- かかし「バーンパーク」（2007年3月7日）Sound Produced by 鈴木俊介/和田貴史
- 「BLEACH THE BEST INSTRUMENTAL/JAM SET GROOVE」（2007年12月19日）Produced & Arranged by 鈴木俊介
- 大山百合香「『COVERS FOR LOVERS』 〜Yurika Sings J Love Songs〜」（2008年4月23日）All Songs Produced by 鈴木俊介
- 鳩間ファミリー「家人衆（やーにんじゅー）の響き」（2012年3月5日）Produce 鳩間由章, Sound Produce 鈴木俊介
- 7!!「ドキドキ」（2013年3月6日）Produced by 7!!, SHUNSUKE SUZUKI & Morry
- 鳩間ひろゆき「情きぬ島唄」（2014年11月27日）音楽プロデュース 鈴木俊介, プロデュース 鳩間ファミリー
- 鳩間ファミリー「結い世い」（2018年9月）Produce 鳩間由章, Sound Produce 鳩間俊介

## エンジニアリング
- 加治工敦「Saza波」（2009年5月7日）Mixing Engineer : 鈴木俊介
- 鳩間ファミリー「家人衆（やーにんじゅー）の響き」（2012年3月5日）Mix 鈴木俊介 ※14曲中10曲
- 鳩間ファミリー「結い世い」（2018年9月）Recording Engineer : 井口進/藤後浩之/鳩間俊介, Mix 鳩間俊介

## 映像出演
- ビデオ・DVD
  - 古内東子「Toko Furuuchiコンサート98 魔法の手」（VHS 1999年7月23日）
  - 松浦亜弥「砂を噛むように…NAMIDA 〜スタジオライブ〜」（DVD 2006年3月29日）
  - 松浦亜弥「Naked Songs」（CD+DVD 2006年11月29日）
  - 後藤真希・メロン記念日「ハロ☆プロオンステージ! 2007 Rockですよ!」（DVD 2007年4月25日）
- テレビ番組
  - SONGS (NHK 2012年3月7日) ※つんく♂、スタジオライブ。ギター2曲。[17]
  - SONGS（NHK 2015年10月3日）※つんく♂・長瀬智也・クリス・ハート、スタジオライブ。ギター2曲。アレンジ1曲。[18]
  - 地球劇場 〜100年後の君に聴かせたい歌〜（BS日本）※五輪真弓[19]
- Web番組
  - MUSIC+ 36（YouTube アップフロントワークス 2015年1月9日）※ギター、トーキング・モジュレーターのレコーディング映像。
  - MUSIC+ 72（YouTube アップフロントワークス 2015年9月25日）※ギターのレコーディング映像。編曲者インタビュー。

※鈴木俊介個人にスポットが当てられた回のみ記述。

## 雑誌・書籍
- ギター・マガジン 2001年11月（）リットーミュージック 2001年10月13日） - 使用機材の紹介と経歴
- HELLO! PROJECT COMPLETE SINGLE BOOK（音楽出版社 2013年11月8日） - アレンジャー・インタビュー